# Legend (groupe)
Pour les articles homonymes, voir Legend.
Legend est un groupe britannique de new wave of British heavy metal, originaire du Jersey, actif entre 1980 et 1984, et de nouveau actif depuis 2002.

## Histoire
Le groupe est formé en août 1980 par le guitariste Peter Haworth. En plus de lui, le groupe était composé du chanteur Mike Lezala, du guitariste Marco Morosino, du bassiste Eggy Aubert et du batteur David Whitley. Par la suite, le groupe répète surtout et écrit de nouvelles chansons. Au début, le groupe n'était guère actif sur scène, bien qu'il ait donné son premier concert vers la fin de l'année. Leur premier album éponyme a suivi en juillet 1981 sur leur propre label Workshop Records. Quelques chansons de l'album ont également été entendues dans le Friday Rock Show. De plus, le groupe donne plus de concerts et fait la première partie de Thin Lizzy. Plus tard dans l'année, le guitariste Marco Morosino a quitté le groupe pour rejoindre l'université. Un remplaçant suit brièvement ; mais comme le groupe n'a pas de succès, la formation se réduit de quintette à quatuor. En juillet 1982, le deuxième album Death in the Nursery est enregistré chez Workshop Records. Vers la fin de l'année 1982, le groupe enregistre quatre autres nouvelles chansons et les publie sous forme d'EP. 
En 1983, le groupe travaille sur son troisième album, qui ne sera jamais publié, bien que six chansons soient déjà prêtes. Le bassiste Eggy Aubert quitte le groupe à la suite d'une blessure, ce qui a entraîné l'annulation d'une tournée. Neil Haworth, frère du guitariste Peter Haworth, le remplace peu de temps après. Début 1984, le chanteur Mike Lezala quitte le groupe. Les autres membres décident alors de séparer le groupe. Pour un dernier concert d'adieu au Marquee Club de Londres en janvier 1984, Lezala rejoint une nouvelle fois le groupe. Lors de ce concert, Lemmy Kilmister se fait signer un autographe sur son album Death In the Nursery. Après la séparation, Peter et Neil Haworth sortent chacun un album solo. En 1998, Peter Haworth réalise la compilation Retroshock 1981-1984, qui contient des chansons de la période de création. En 2001 et 2002, Haworth réalise une compilation intitulée Anthology, qui sort en 2002 et qui contenait, entre autres, des démos rares. Grâce à l'accueil positif, le groupe décide de se réactiver et les deux albums suivants, Still Screaming (2004) et The Dark Place (2013), suivent. En 2013, le groupe se produit également au Keep It True.

## Style musical
Selon Malc Macmillan dans The N.W.O.B.H.M. Encyclopedia, le premier album éponyme rappelle des groupes comme Bleak House, Chasar, Omega et Triarchy. Sur Death in the Nursery, les chansons sont nettement plus courtes et il y a plus de chansons upbeat. Selon Matthis Mader, les deux premiers albums, ainsi que le premier EP, combinent habilement des riffs de guitare durs avec des structures de chansons mélodiques. L'EP offrirait un mélange de son classique NWoBHM et de rock progressif. Boris Kaiser fait savoir aux lecteurs de Rock Hard qu'il s'agissait d'un rock des années 1970 avec des éléments prog. Dans son livre The Collector's Guide of Heavy Metal - Volume 2 : The Eighties, Martin Popoff décrit le chant de Lezala sur Legend comme intéressant et compétent, tandis que les chansons étaient sombres et progressives. Il trouvait que la musique était un mélange de Demon, Saracen, Nightwing et Witchfynde. 
Sur Death in the Nursery, il entend l'influence de groupes comme Pentagram, High Tide, Blue Cheer, Bang, Saracen, Hollow Ground, Crucifixion, Holocaust, Gaskin, Paralex, Angel Witch et Nightwing Dans une interview de Rock Hard, Peter Haworth déclare avoir été fortement influencé par des artistes comme Jimi Hendrix, Hawkwind, Black Sabbath, Deep Purple, Budgie, Frank Zappa, King Crimson, Rush, Kim Mitchell et Frank Marino, mais aussi par Frédéric Chopin et Wolfgang Amadeus Mozart. Alors que les chansons de Still Screaming étaient en grande partie positives, c'est plutôt le contraire pour The Dark Place. Des chansons comme Burn with Your Demons traiteraient de sujets tels que les récents scandales de maltraitance infantile en Angleterre. 

## Discographie
- 1981 : Legend (album, Workshop Records)
- 1982 : Death in the Nursery (album, Workshop Records)
- 1982 : Frontline (EP, Workshop Records)
- 1983 : 1983 Demo (démo)
- 1998 : Retroshock 1981–1984 (compilation)
- 2002 : Kompilation (compilation, Monster Records)
- 2003 : Still Screaming (album, Monster Records)
- 2013 : The Dark Place (album, Rockadrome Records)